# Aspalathus bowieana
Aspalathus bowieana är en ärtväxtart som först beskrevs av George Bentham, och fick sitt nu gällande namn av Rolf Martin Theodor Dahlgren. Aspalathus bowieana ingår i släktet Aspalathus och familjen ärtväxter. Inga underarter finns listade i Catalogue of Life.